# スペンサー湾

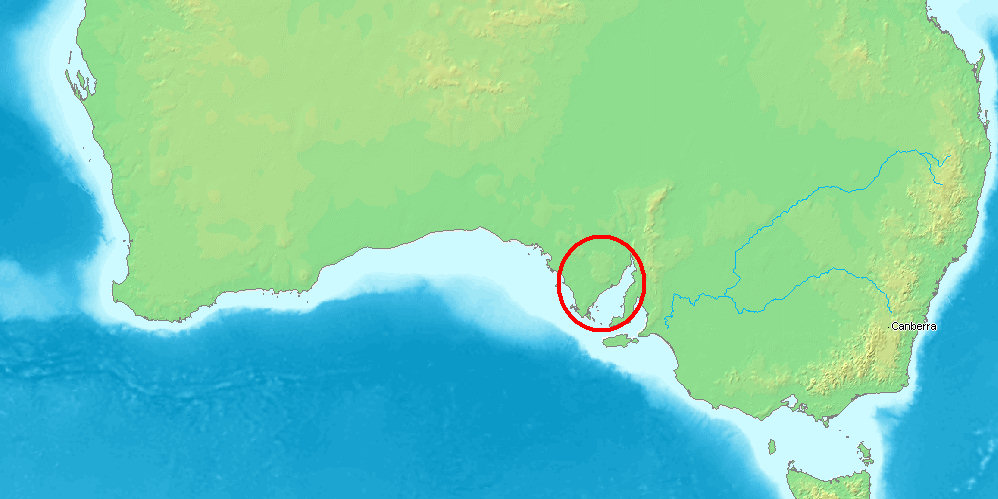
オーストラリアにおけるスペンサー湾の位置

スペンサー湾（英語: Spencer Gulf）とは、オーストラリア南海岸にある二つの大きな入江のうち、西側の物である。南オーストラリア州に属し、グレートオーストラリア湾に面している。

## 概要
スペンサー湾は322km（200マイル）の長さと129km（80マイル）の幅を有している。湾の西海岸はエアー半島であり、東海岸はヨーク半島となっている。湾の入り口はマシュー・フリンダースによって発見された。湾に面する中で大きい都市はワイアラ、ポートピリー、ポートオーガスタである。それ以外にも、ワラルーやポートブロートン等の町がある。

## 歴史
この湾は1802年3月20日にフリンダースによって、スペンサーの湾（Spencer's Gulph）と命名された。このスペンサーはダイアナ妃の先祖であるスペンサー伯爵のジョージ・スペンサーから名前を取っている。
現在の公式名称はスペンサー湾であるが、この湾はフリンダースと同時期にニコラ・ボーダンによって、ボナパルト湾（Golfe Bonaparte）とも名付けられていた。しかし、彼の名付けた名前が広く使われる事は無かった。
この地域はエドワード・ジョン・エアの1839年に始まる探検で探索された。そして、1840年代後半には海岸沿いに集落が形成された。

## 生物
スペンサー湾、とりわけワイアラ周辺では、オーストラリアコウイカが多数棲息している。その周辺にいるイルカはこのコウイカが好物であり、安全に彼らを食する術を体得している。湾の奥側では、オーストラリアフエダイが多数棲息している。
エアー半島やヨーク半島を含む湾周辺はエアー・ヨーク・ブロックという生物圏になっている。

### 鳥類
スペンサー湾重要野鳥生息地は湾の北東側に広がっており、海岸沿いに460平方キロメートルの長さを有している。地形としては潮間帯の干潟、マングローブ林、塩沼等が見られる。この地は渉禽類や海鳥等の保護の重要性から、バードライフ・インターナショナルによる重要野鳥生息地に認定されている。

## ギャラリー

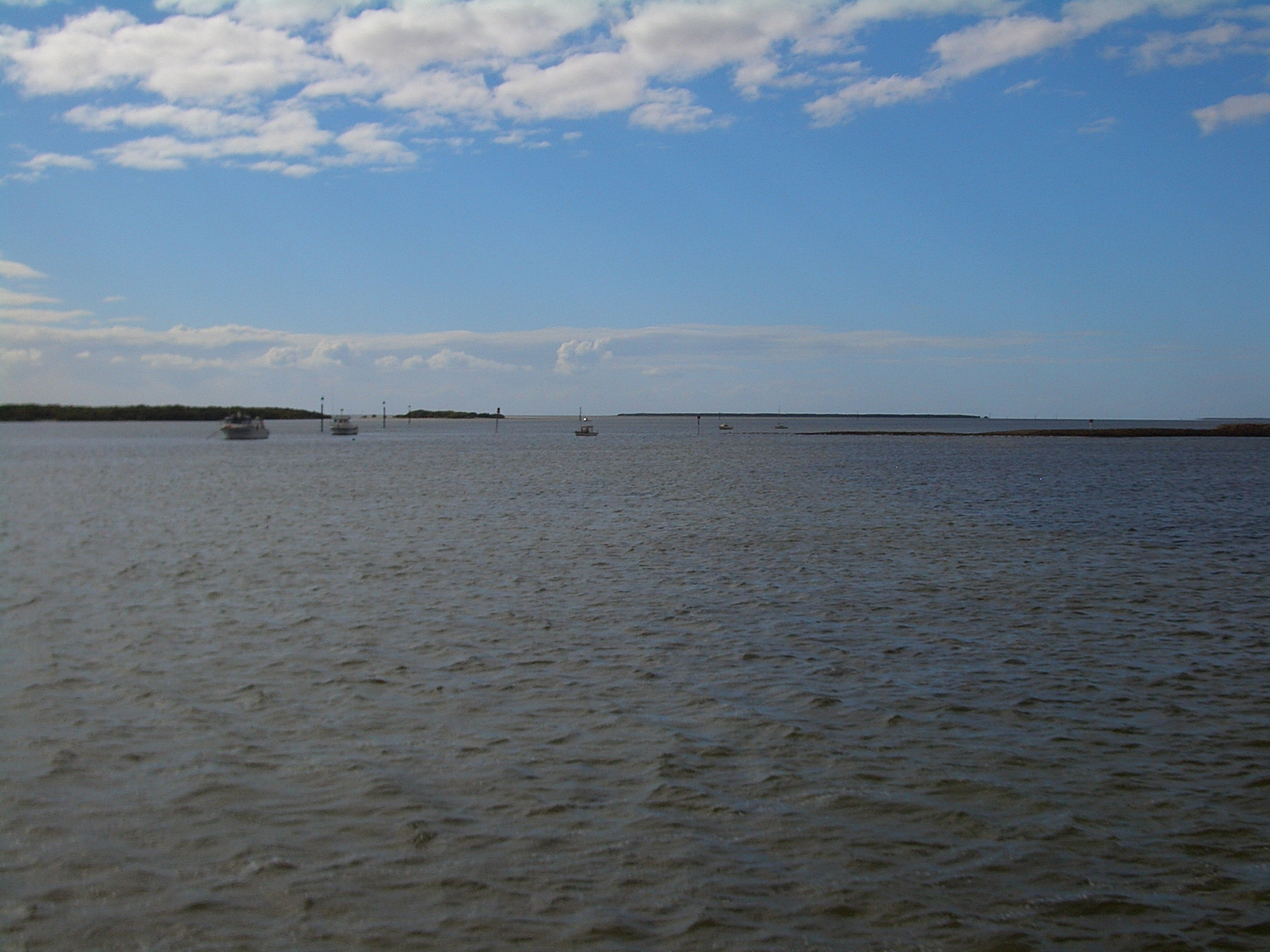
ポートブロートンの海岸
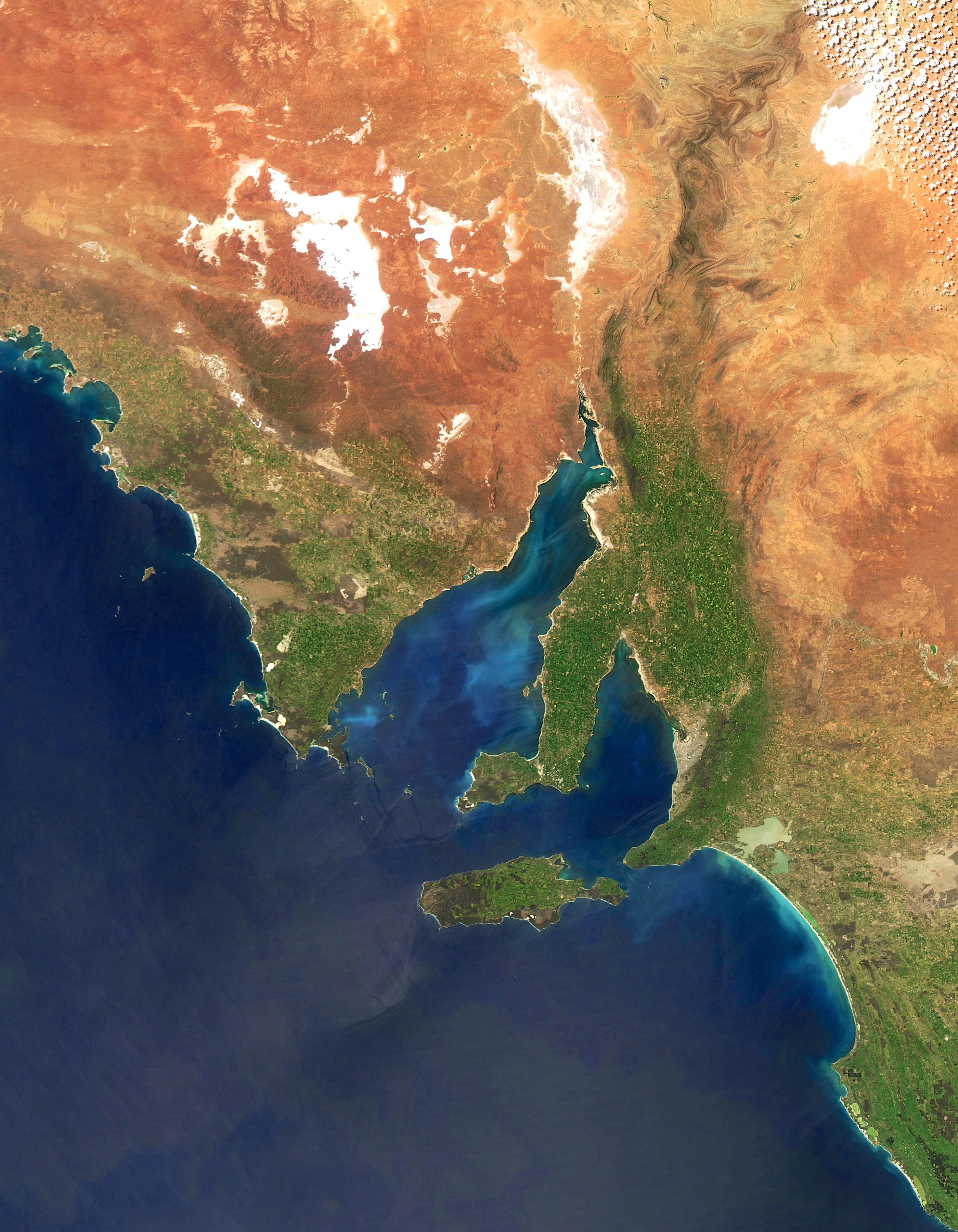
NASAの衛星から見たスペンサー湾